# Le mie ragazze di carta
Le mie ragazze di carta è un film del 2023 scritto e diretto da Luca Lucini.

## Trama
Verso la fine degli anni settanta, nel trevigiano, si trasferisce in città la famiglia Bottacin. Il cambiamento e l'abituarsi ad un contesto cittadino sarà molto difficile.

## Produzione

### Riprese
Il film è stato girato tra Treviso, Mogliano Veneto e Orsago mentre alcune scene al mare sono state girate ad Eraclea e alcuni spezzoni a Roma.

## Distribuzione
Il film è stato distribuito nelle sale cinematografiche italiane a partire dal 13 luglio 2023.